# Kanton Bains-les-Bains
Bains-les-Bains is een voormalig kanton van het departement Vogezen in Frankrijk. Het kanton maakte deel uit van het arrondissement Épinal.

## Geschiedenis
Op 1 januari 2013 werd de gemeente Le Magny bij Fontenoy-le-Château gevoegd waardoor het aantal gemeenten in het kanton afnam van 12 tot 11.
Op 22 maart 2015 fuseerde het kanton met het kanton Plombières-les-Bains en het kanton Xertigny tot één nieuw kanton Le Val-d'Ajol.

## Gemeenten
Het kanton Bains-les-Bains omvatte ten tijde van de opheffing de volgende gemeenten:
- Bains-les-Bains (hoofdplaats)
- Fontenoy-le-Château
- Grandrupt-de-Bains
- Gruey-lès-Surance
- Harsault
- Hautmougey
- La Haye
- Montmotier
- Trémonzey
- Vioménil
- Les Voivres